# Tom Barkhuizen
Thomas John Barkhuizen (Blackpool, Inglaterra, 4 de julio de 1993) es un futbolista británico, nacionalizado sudafricano, que juega como delantero en el Derby County, equipo de la EFL Championship.
Barkhuizen comenzó su carrera en el Blackpool, donde debutó con la selección absoluta en 2010. También estuvo cedido en el Hereford United, el Fleetwood Town y el Morecambe. En 2015, Barkhuizen firmó un contrato con el Morecambe, pero este se rescindió anticipadamente en noviembre de 2016 por problemas de liquidez.
Luego firmó un acuerdo de precontrato con Preston North End, que comenzó en enero de 2017, Barkhuizen hizo 209 apariciones en cinco años y medio. En julio de 2022, Barkhuizen firmó con el Derby County y en su segunda temporada en el club les ayudó a conseguir el ascenso automático a la Championship, jugaría 113 partidos en tres años, marcando 14 goles.

## Trayectoria

### Blackpool
El 9 de mayo de 2011, Barkhuizen firmó su primer contrato profesional con el Blackpool, de una duración de dos años con opción a un tercero.
El 25 de agosto de 2012, Barkhuizen debutó con el primer equipo del Blackpool en un partido de EFL Championship contra el Ipswich Town, en el que ingresó como sustituto y asistió un gol. Sin embargo, sus oportunidades en el primer equipo fueron limitadas, por lo que fue cedido a varios clubes para ganar experiencia.

### Morecambe
Barkhuizen se unió al Morecambe, club de la League Two, el 17 de octubre de 2014 en calidad de cedido por un mes. Al día siguiente, el 18 de octubre de 2014, hizo su debut con Morecambe entrando como sustituto de Paul Mullin en la segunda mitad del encuentro, que terminó con victoria 2-0 sobre el Burton Albion. Tras disputar cinco encuentros, el 17 de noviembre se anunció que Barkhuizen regresaría al Blackpool al concluir su cesión.
El 9 de mayo de 2015, Barkhuizen firmó con el Morecambe de forma permanente mediante un contrato de dos años.
Después de que el club tuviera problemas de liquidez en noviembre de 2016 y no pudiera pagar los salarios del personal, se consideró la posibilidad de vender a un jugador. El contrato de Barkhuizen fue rescindido de mutuo acuerdo el 9 de noviembre de 2016, y ese mismo día se realizaron los pagos pendientes al personal del club.

### Preston North End
El 17 de noviembre de 2016, Barkhuizen acordó un precontrato con el Preston North End, firmando por dos años y medio y recibiendo el dorsal 29.
En julio de 2019 firmó una renovación por tres años. Fue liberado al final de la temporada 2021–22.

### Derby County
El 2 de julio de 2022, Barkhuizen fichó por el Derby County como agente libre, firmando un contrato de dos años. Anotó su primer gol con el Derby en una victoria en la EFL Cup contra el Mansfield Town el 9 de agosto de 2022.

## Vida personal
Barkhuizen estudió en el instituto católico Cardinal Allen de Fleetwood. Barkhuizen tiene ascendencia sudafricana a través de su abuelo, y la selección nacional de fútbol de Sudáfrica mostró interés en convocarlo.

## Clubes

### Profesional
| Club                   | País       | Año       | PJ  | Goles |
| ---------------------- | ---------- | --------- | --- | ----- |
| Blackpool F. C.        | Inglaterra | 2010–2015 | 27  | 2     |
| Hereford United F. C.  | Inglaterra | 2011–2012 | 39  | 12    |
| Fleetwood Town         | Inglaterra | 2012      | 14  | 1     |
| Morecambe              | Inglaterra | 2014-2016 | 69  | 17    |
| Preston North End F.C. | Inglaterra | 2017–2022 | 209 | 38    |
| Derby County           | Inglaterra | 2022–act. | 113 | 14    |